# هدى الزغبي
هدى الهبري الزغبي (بالإنجليزية: Huda Zoghbi)‏ (1954) هي عالمة لبنانية-أمريكية. اشتهرت بعد اكتشاف الجينات التي تسبب ما يعرف بالمتلازمة ريت الذي يؤثر على البنات الصغيرات بشكل خاصٍ.

## الحياة الشخصية
التقت هدى الزغبي مع وليام الزغبي عندما كانا طالبي الطب في بيروت، وتزوجا في وقت لاحق ورزقا بابن وابنة.

## حياتها المبكرة وتعليمها
ولدت هدى الزغبي في بيروت، لبنان عام 1954، ونشأت وترعرعت هاك. أحبت قراءة أعمال أدبية لويليام شيكسبير وجاين أوستن وويليام ووردزوورث عندما كانت في المدرسة الثانوية، ورغبت بدراسة الأدب في الجامعة. لكن أمها أقنعتها بالعدول عن هذه الفكرة ودراسة علم الأحياء بدلاً من الأدب، حيث ارتأت والدتها أن على المرأة في الشرق الأوسط اختيار مهنة توفر لها الأمان والاستقلال، ولن يعيقها ذلك من الكتابة أيضاً . قُبلت الزغبي في الجامعة الأميركية في بيروت ودرست علوم الأحياء هناك في عام 1973، ودخلت كلية الطب في الجامعة بعد سنتين.
اندلعت الحرب الأهلية في لبنان عام 1976، وكانت الزغبي وقتها في السنة الأولى في كلية الطب. قررت وزملاؤها البقاء في الجامعة، لكن أخاها أصيب بشظايا قذيفة وجُرح إثر هذه الحادثة، لذا أرسلت العائلة هدى وأخاها ليعيشا مع أختهما في أوستن، تكساس، في الولايات المتحدة الأميركية، ثم يعود في الصيف المقبل. لكن الحرب لم تنته، على ما يبدو، اعتقدت الزغبي أن الفصل الدراسي في الجامعات والمدارس الطبية الأميركية يبدأ في شهر تشرين الأول، كحال الجامعات في لبنان. وعندما حل شهر تشرين الأول، لم تستطع الزغبي العودة إلى لبنان بسبب الحرب المشتعلة هناك، وفي المقابل، علمت أن الكليات الطبية الأميركية بدأت فصلها الدراسي قبل شهرين. لذا اقترح أصدقاء عائلتها في الولايات المتحدة الأميركية أن تتقدم بطلبٍ للدراسة في جامعة فاندربيلت. للأسف، لم تقبل الجامعة الطلاب المنقولين، لكنها نصحتها بكلية ميهاري الطبية، حيث قبلتها الأخيرة على الفور. وبالرغم من رغبتها الشديدة في العودة إلى لبنان في الصيف التالي، لكنها اضطرت للعمل بنصيحة واحدٍ من أساتذة الجامعة الأميركية في بيروت، وبقيت في كلية ميهاري وحصلت على شهادة دكتور في الطب عام 1979، والتحقت بعدها بمستشفى تكساس للأطفال في كلية بايلور الطبية، حيث حصلت على وظيفة طبيب أطفال مقيم.
قررت الزغبي أن تختص في طب القلب عند الأطفال، حيث كانت مهتمة بعمل القلب. وأثناء نوباتها في طب الجهاز العصبي عند الأطفال، أقنعها رئيس القسم مارفن فيشمان بأن الدماغ جهازٌ أكثر إثارة للاهتمام من القلب. لذا بدأت دراسة البحث ما بعد الدكتوراه في طب الجهاز العصبي عند الأطفال، بعد أن أنهت إقامتها في 1982.

## مسيرتها المهنية
في الفترة الواقعة بين عامي 1982 و1985، كانت الزغبي تجري أبحاث ما بعد الدكتوراه في طب الجهاز العصبي عند الأطفال في كلية بايلور للطب. وحصلت على رتبة أستاذ مساعد في قسم طب الأطفال في كلية بايلور عام 1988، وترقّت إلى منصب أستاذ مشارك في عام 1991، ووصلت إلى رتبة أستاذ (بروفيسور) عام 1994. وحالياً، تعمل الزغبي كبروفيسورة في قسم الوراثة البشرية والجزيئية في كلية بايلور، كما تقلدت منصب بروفيسور قسم علم الأعصاب وقسم طب الأطفال فرع طب الأعصاب وعلوم الأعصاب التنموية. بالإضافة إلى العديد من المناصب الأخرى.

## أبحاثها
قرأت الزغبي عن متلازمة ريت عام 1983 من تقرير بينغت هاغبرغ في صحيفة “حوليات علم الأعصاب” أو Annals of Neurology. وسمحت لها الصحيفة بتشخيص حالة مرضية في سن الخامسة عالجتها في مستشفى تكساس للأطفال. وبعد أسبوع على مرور الحادثة، رأت الزغبي حالة مرضية أخرى مشابهة تحمل نفس الأعراض. وعندما بحثت في السجلات الطبية، وجدت المزيد من الحالات المصابة بمتلازمة ريت، والتي أُسيء تشخيصها، وذلك ما أثار فضولها وجعلها تبحث عن المزيد حول متلازمة ريت، في فترة لم تملك فيها الولايات المتحدة أي تقرير عن هذه الحالة. نشرت الزغبي مقالة عام 1985 جلبت عن طريقها الكثير من المرضى المصابين بمتلازمة ريت إلى مستشفى تكساس للأطفال، مما أعطاها إمكانية تشخيص واكتشاف المزيد من الحالات.